# Blaesoxipha macula
Blaesoxipha macula är en tvåvingeart som beskrevs av Hsue 1978. Blaesoxipha macula ingår i släktet Blaesoxipha och familjen köttflugor. Inga underarter finns listade i Catalogue of Life.